# Síntesis por modulación de frecuencias
La modulación de frecuencia es una de las formas de hacer síntesis de sonido, y consiste en variar la frecuencia de una señal (denominada portadora) con respecto a una segunda (denominada moduladora), generando finalmente una “onda modulada en frecuencia (FM)”.
La síntesis por modulación usa generalmente de dos a seis osciladores, mientras que la síntesis aditiva requiere de un oscilador para cada armónico, o la síntesis substractiva requieren de un filtro para generar variaciones en el contenido armónico de la señal.  Esto quiere decir que la síntesis por modulación de frecuencia es más efectiva, aunque menos controlable en términos del espectro generado. La FM  puede generar salidas de señal complejas que contengan múltiples frecuencias con sólo dos osciladores. Este método de síntesis se hizo famoso dentro del ámbito académico gracias al compositor John Chowning y posteriormente en el mundo gracias a “Yamaha” pues compró los derechos de la FM y realizó grandes series de sintetizadores basados en este proceso.
La diferencia entre FM y AM (Modulación de amplitud) es que en vez de simplemente sumar o restar bandas laterales (sidebands), la modulación de Frecuencias de dos ondas sinusoidales genera una serie de bandas laterales alrededor de una frecuencia portadora (P).  Cada banda lateral aparece a una distancia igual al múltiplo de la frecuencia moduladora (M).
La cantidad de bandas laterales depende del Índice de modulación (m).  Si m es igual a cero, no hay modulación. Si m  es mayor que cero, la modulación ocurre tanto arriba como abajo de la frecuencia portadora P  en intervalos iguales a la frecuencia moduladora M.  Las bandas laterales pueden tener una amplitud positiva o negativa, dependiendo del valor de m. Cuando la amplitud es positiva, se dice que el componente está en fase.  En el caso contrario, se dice que el componente está fuera de fase,  y se representa gráficamente con las amplitudes hacia abajo. 

## Modulación de Fase Vs. Modulación de Frecuencia
Cuando John Chowning comenzó a experimentar con la modulación en frecuencia, notó que para poder tener un espectro rico en armónicos el índice de modulación debía ser alto, en torno a los 2π o más, para señales de portadora y de modulantes de frecuencias similares esto requería variaciones de frecuencia tan altas que llegábamos a frecuencias negativas, eso era un problema ya que limitaba el índice de modulación, además; el espectro generado depende solamente del índice de modulación, y el índice de modulación en FM depende a su vez de la frecuencia de la onda modulante, la cual aumentaría a medida que subimos por la escala tonal del teclado, y con ello el índice de modulación m disminuiría alterando el contenido armónico de la onda, es por esto que John Chowning decidió utilizar Modulación de fase, ya que la modulación de fase produce modulación en frecuencia y viceversa, pero con la ventaja de que en la Modulación de fase no tenemos la limitación del índice de modulación por frecuencias negativas, ya que la fase se puede variar todo lo que se desee, además también se soluciona el problema del cambio armónico de la onda de un extremo al otro de la escala tonal ya que el índice de modulación m utilizando Modulación de fase depende solo de la variación de fase, y no de las frecuencias de las ondas utilizadas, existen otras ventajas importantes de la modulación de fase frente a la modulación de frecuencia, dos de ellas son: un valor de continua en la modulante no afecta la frecuencia de la portadora y permite la automodulación de la portadora sin afectar la frecuencia central de la misma.
Es por esto que a pesar de que los sintetizadores FM como por ejemplo el DX7 de Yamaha se publicitan como de modulación de frecuencia, en realidad el proceso que utilizan es el de Modulación de fase, con índices de modulación que llegan hasta 4π.
La síntesis de sonido por FM (Modulación de Fase) solo ha sido implementada comercialmente de manera digital, esto es debido principalmente a que es muy simple generar modulación de fase mediante algoritmos, además de ser mucho más económico que su implementación analógica con circuitos electrónicos discretos, de manera analógica solo se ha implementado modulación en frecuencia, variando la frecuencia de un VCO (oscilador controlado por tensión) en función de otro VCO, pero con las limitaciones de riqueza espectral y de coherencia del contenido armónico en la escala tonal antes mencionado.
- Véase: modulación en banda lateral única

## Modulación de Frecuencias multi-portadoras (MC FM)
Es un instrumento en el que un oscilador modula simultáneamente dos o más osciladores portadores. Las amplitudes de las portadoras son independientes, y cuando las amplitudes de las portadoras 2 y 3 son una fracción de la portadora 1, el instrumento genera picos alrededor de las frecuencias de las portadoras 2 y 3 así:
Un instrumento con frecuencias multi-portadoras suena más realista, ya que cada portador produce frecuencias en diferentes partes del espectro. Por ejemplo, con modulación de frecuencias multi-portadoras se puede imitar el sonido de trompetas o de vocales, como lo demostró John Chowning. 
- Véase: instrumento electrónico

## Modulación de Frecuencias multi-moduladoras (MM FM)
En la MM FM más de un oscilador modula a un oscilador portador y son posibles dos configuraciones: Paralela y en serie.
La MM FM paralela consiste en que dos ondas sinusoidales modulan simultáneamente a una onda sinusoidal portadora, mientras que la MM FM en serie consiste en que la onda sinusoidal moduladora M1 es modulada por otra onda moduladora M2.  
Schottstaedt utilizó en 1977 la MM FM para simular ciertas características de los tonos del piano. Mientras la frecuencia portadora aumenta, el índice de modulación disminuye.

## Modulación de Frecuencias por Retroalimentación (feedback)
En la FM por retroalimentación se soluciona un problema de la FM sencilla : El sonido electrónico. Con la FM por retroalimentación se logran sonidos más naturales. Existe FM por retroalimentación con uno, dos o tres osciladores.
En la FM por Retroalimentación con un oscilador, el oscilador alimenta su output al input de la frecuencia a través de un multiplicador y un sumador.  Lo que hace la retroalimentación es prolongar el decrecimiento de la amplitud mientras que la frecuencia aumenta:
En la FM por Retroalimentación con dos osciladores se toma el output del oscilador por retroalimentación y se utiliza para modular a otro oscilador. En este tipo de retroalimentación se prolonga aún más el decrecimiento de la amplitud mientras que la frecuencia aumenta generando un sonido más estridente.
Finalmente, en la FM por Retroalimentación con tres osciladores o retroalimentación indirecta, lo que se hace es generar un efecto de coro, logrando un amplio espectro, y cuando la retroalimentación es aumentada la energía tiende a centrarse en el punto alto del espectro.
- Fuentes: 

- Computer music.  Dodge, C y Jerse, T.
- Computer music tutorial.  Roads, Curtis

- Datos: Q1141651
- Multimedia: FM synthesis / Q1141651